# Marion (New York)
Marion è un comune degli Stati Uniti d'America, situato nello stato di New York, nella contea di Wayne.